# Лійковух
Лійковух (Natalus) — рід кажанів родини лійковухові (Natalidae). Представники роду поширені від Мексики до Бразилії, включаючи Карибські острови. Родова назва походить від лат. natalus, що означає "які стосуються народження"; назва була вибрана, безумовно, тому що кажани цього роду малі й виглядають так, ніби вони новонароджені навіть у дорослому віці.

## Види
- Natalus espiritosantensis
- Natalus jamaicensis
- Natalus lanatus
- Natalus major
- Natalus mexicanus
- Natalus primus
- Natalus stramineus
- Natalus tumidirostris

## Морфологія
Це стрункі кажани з незвичайно довгими хвостами і воронкоподібними вухами, нижній край яких знаходиться на рівні рота. Вони малі, стрункої будови, від 3,5 до 5,5 см в довжину і вагою від 4 до 10 грамів. Вони коричневого, сірого чи червонуватого кольору, низ, як правило, світліший. Голова округла і лоб опуклий. Писок видовжений. Як і багато інших кажани, Natalus комахоїдні, а прихистком їм служать печери.